# Понятова (концентраційний табір)
51°11′14″ пн. ш. 22°04′15″ сх. д. / 51.18722222° пн. ш. 22.07083333° сх. д.
Концтабір Понятова в містечку Понятова в окупованій Польщі, 36 кілометрів на захід від Любліна, був заснований СС у другій половині 1941 року, спочатку для утримання радянських військовополонених після операції «Барбаросса». До середини 1942 року від голоду, хвороб і розстрілів загинуло близько 20 тисяч радянських військовополонених. У той час табір був відомий як Stalag 359 Poniatowa. Пізніше Stammlager було переплановано та розширено як концентраційний табір, щоб забезпечити рабську працю для підтримки німецьких військових зусиль, з майстернями, якими керувала SS Ostindustrie (Osti) на території довоєнної польської фабрики телекомунікаційного обладнання, заснованої наприкінці 1930-х років. На початку осені 1943 року Понятова стала частиною системи підтаборів концентраційного табору Майданек. Масове вбивство переважно єврейської робочої сили відбулося під час Aktion Erntefest, таким чином завершивши операцію Reinhard у генерал-губернаторстві.

## Діяльність табору
Через два роки після нападу нацистської Німеччини на Польщу, у жовтні 1942 року гауптштурмфюрер Амон Ґет, який незабаром став комендантом Кракова-Плашува, відвідав Понятову з планом реконструкції. Будівництво абсолютно нового трудового табору було доручено Ервіну Ламберту. Табір був призначений для забезпечення робочою силою фабрики army-uniform імені Вальтера Теббенса, переміщеної із зниклого Варшавського гетто, звідки щонайменше 254 000 євреїв було відправлено до табору смерті Треблінка за два місяці літа 1942 року. Комендантом табору був призначений оберштурмфюрер Готліб Герінг. У березні 1943 року Гіммлер присвоїв йому звання гауптштурмфюрера СС.
Перший транспорт євреїв прибув до Понятової в жовтні 1942 року з Ополе, де відбувалася ліквідація гетто, до табору смерті Собібор. Будували нові казарми. До січня 1943 року в таборі було 1500 євреїв. У квітні 1943 року, під час знищення нацистами Варшавського гетто, було доставлено ще близько 15 000 польських євреїв. Протягом наступних шести місяців усі вони виготовляли новий одяг для Вермахту. Через характер виконуваної роботи в’язні не зазнавали поганого поводження, як у більшості інших таборів. Їм дозволяли залишати дітей у дитячому садку, носити власний одяг і зберігати особисті речі, тому що виготовлена ними нова уніформа чудово підвищувала моральний дух на фронті. Єврейські кравці та швачки у Варшаві працювали практично безкоштовно на німецького військового прибутковця Вальтера Каспара Теббенса (Toebbens), який заробляв статок. Пізніше його назвали антишиндлерівцем. Польські євреї були збільшені приблизно 3000 словацькими та австрійськими євреями (табірна еліта), яких розмістили окремо від решти.

## Акція Рейнхард
Після закриття сусідньої фабрики смерті Белжець у червні 1943 року керівник операції «Рейнгард» обергрупенфюрер Оділо Глобочник проінспектував об’єкт у Понятовій у серпні 1943 року. Готліб Герінг, комендант табору отримав догану за повну відсутність тюремної дисципліни. Відразу відбулися різкі зміни з щоденними стратами щонайменше кількох людей. Побудовано новий крематорій. З вересня 1943 року табір примусової праці Понятова став частиною системи підтаборів концентраційного табору К. Л. Майданек під керівництвом « Акції Рейнхард », найбільш смертоносної фази Голокосту. На початку таємної операції «Свято врожаю» (Aktion Erntefest) в’язням було наказано копати протитанкові рови в Понятовій, Травниках, а також у концентраційних таборах Майданек, не знаючи про їхнє справжнє призначення. 3 листопада 1943 року за наказом Крістіана Вірта німецькі СС і поліція почали розстріл євреїв із таборів у цих місцях. Вони були вбиті одночасно по всій Люблінській резервації з підтаборами в Будзині, Краснику, Пулавах, Липовій та інших місцях. У Понятовій в’язнів змусили роздягнутися і голими увійти до самостійно підготовлених траншей, де їх розстрілювали одного за іншим поверх інших.

### Повстання
У перший день вбивств в одному з бараків у Понятовій євреї підняли повстання. Щоб подолати це, есесівці оточили будівлю щільним кордоном і підпалили. Дим спровокував прибуття до воріт пожежної бригади з села, оскільки жандарми не були поінформовані. За словами очевидців, у таборі горіла не одна споруда. Есесівці, що кричали, наказали пожежникам негайно піти, але ненавмисно помітили, що єврея, який тікав від полум’я, вдарили прикладами рушниць і кинули назад у палаючу будівлю. Територія була вкрита тілами жінок. Наступного ранку (4 листопад 1943 р.), масові вбивства в Понятовій відбувалися за планом і тривали до кінця дня. Загалом 3–4 листопада 1943 року близько 43 000 в’язнів чоловіків і жінок було розстріляно над довгою лінією фальшивих протитанкових ровів. Табори були закриті. Тоді комендант Ґотліб Герінг приєднався до товаришів-есесівців зі штабу операції «Рейнхард» у Різьєра-ді-Сан-Сабба в Трієсті, Італія.

## Вшанування пам'яті
Перші два пам’ятники пам’яті жертв нацизму на Понятовій були встановлені за комуністичної Польщі в центрі міста в 1958 році та на заводі PZT в 1959 році. 4 листопада 2008 року в Понятові до 65-ї річниці їхньої смерті було відкрито інший пам’ятник, присвячений лише єврейським жертвам Голокосту. Напис польською та англійською мовами згадує про 14 000 жертв Aktion Erntefest у Понятовій з усієї Польщі, Німеччини, Австрії та Чехословаччини (без інших місць). Відкриття пам’ятника відбулося у присутності посла Ізраїлю в Польщі Давида Пелега, посла Австрії Альфреда Лангле; Андреас Майтнер, міністр посольства Німеччини; Ян Томашек, міністр чеського посольства; Генріка Стройновська, воєвода люблінська; мер міста Лілла Штефанек та багато інших офіційних осіб, включаючи варшавського рабина та священиків.

## Подальше читання
- Podgórski, Artur (2010). Arbeitslager in Poniatowa 1941-1943 [The Labour Camp at Poniatowa 1941-1943]. Kwartalnik Historii Żydów (pl) (German) . 236 (4): 425—448. ISSN 1899-3044.
- Zegenhagen, Evelyn (2009). Poniatowa. У Megargee, Geoffrey P. (ред.). Encyclopedia of Camps and Ghettos, 1933–1945. Т. 1. Bloomington: United States Holocaust Memorial Museum. с. 888—891. ISBN 978-0-253-35328-3.